# Frida Scarpa
Frida Scarpa (Génova, 9 de septiembre de 1976) es una deportista italiana que compitió en esgrima, especialista en la modalidad de florete.
Ganó una medalla de oro en el Campeonato Mundial de Esgrima de 2001 y dos medallas en el Campeonato Europeo de Esgrima, plata en 2003 y bronce en 1996.

## Palmarés internacional
| Campeonato Mundial | Campeonato Mundial | Campeonato Mundial | Campeonato Mundial  |
| Año                | Lugar              | Medalla            | Prueba              |
| ------------------ | ------------------ | ------------------ | ------------------- |
| 2001               | Nimes (Francia)    | Medalla de oro     | Florete por equipos |
| Campeonato Europeo |                    |                    |                     |
| Año                | Lugar              | Medalla            | Prueba              |
| 1996               | Limoges (Francia)  | Medalla de bronce  | Florete individual  |
| 2003               | Bourges (Francia)  | Medalla de plata   | Florete por equipos |